# Merselo

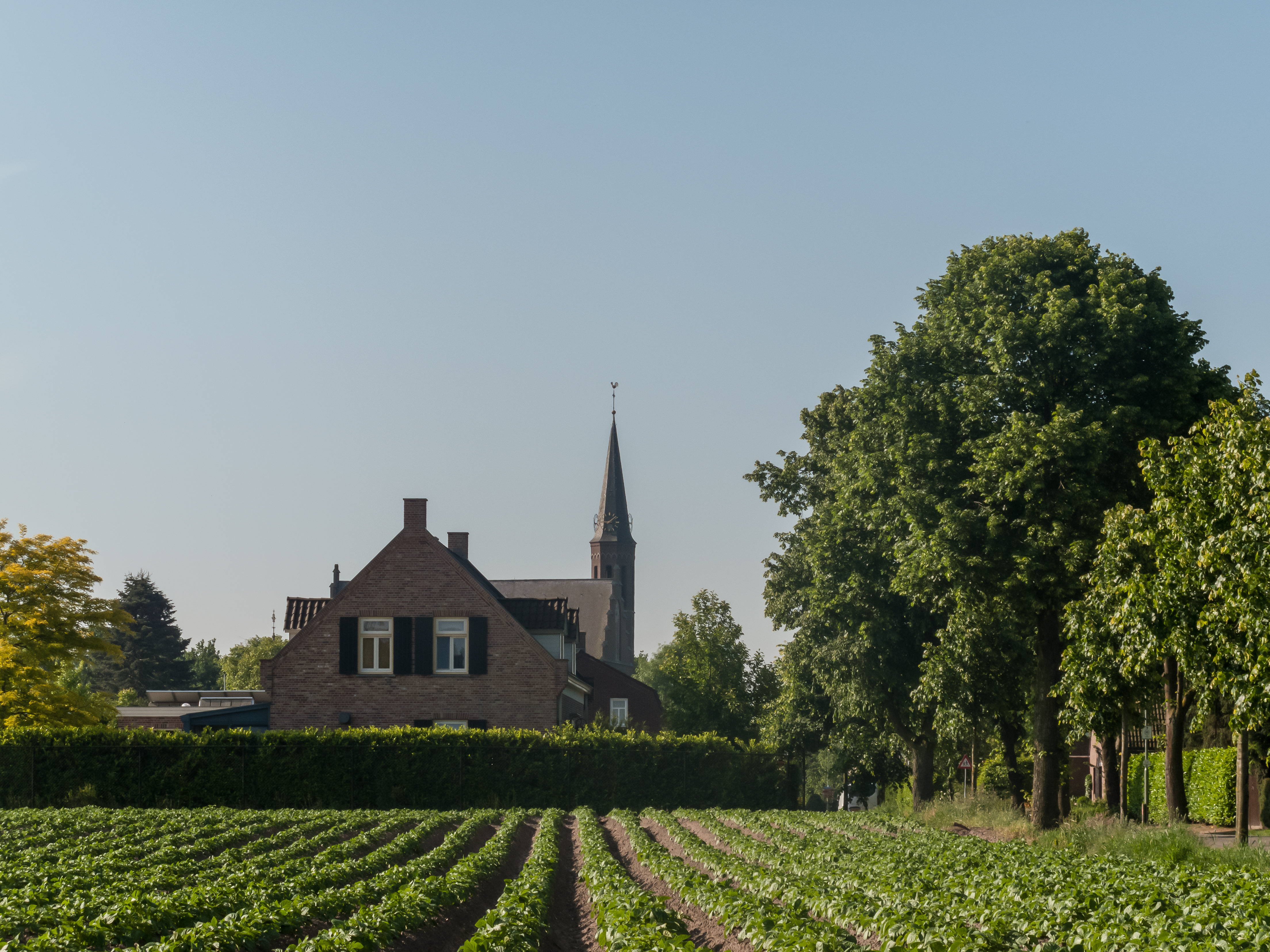
Merselo, dorpszicht met toren van de Johannes de Doper - Sint Janskerk

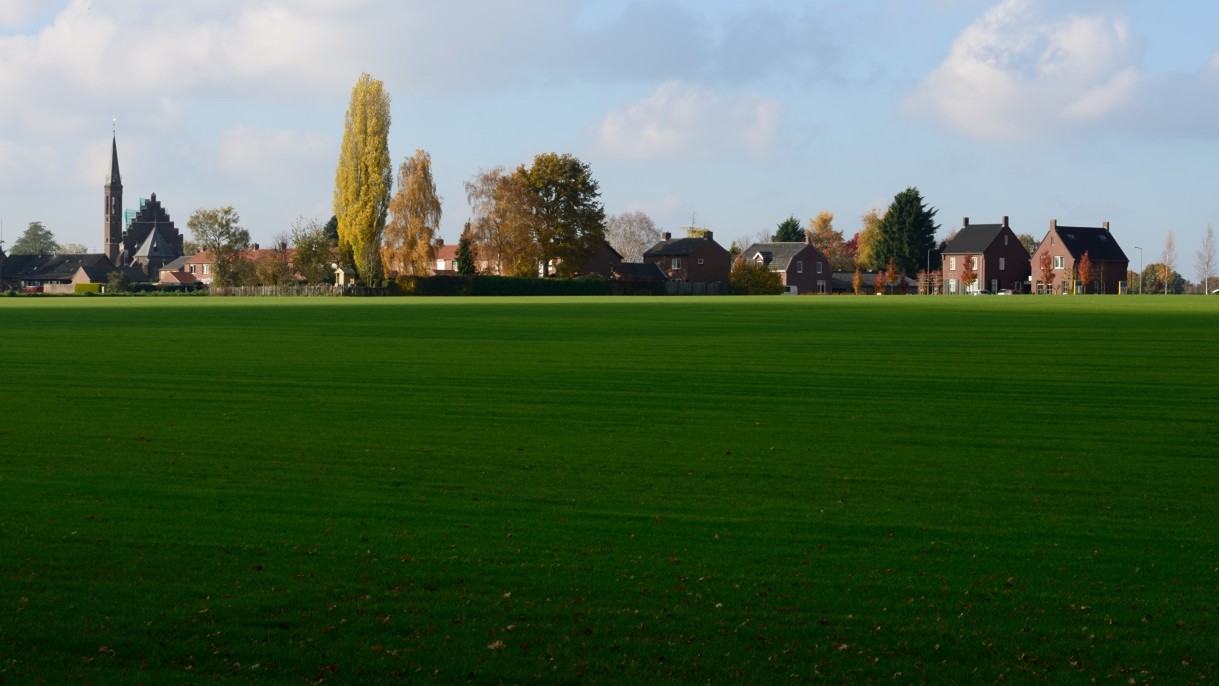
Zicht op Merselo

Merselo (Limburgs: Maersele) is een dorp in de gemeente Venray, provincie Limburg (Nederland). Op 1 januari 2023 bedroeg het inwoneraantal 1.100 personen.
Het dorp is gelegen aan de rand van natuurgebied de Peel en op ongeveer 10 kilometer van de Maas. Kenmerkend voor Merselo is dat het een esdorp betreft dat tevens het hoogste punt van Noord-Limburg herbergt: de Weverslose Berg (38,6 meter), een voormalig stuifduin enkele honderden meters ten zuidwesten van de buurtschap Weverslo.

## Geschiedenis
Merselo ontwikkelde zich als nederzetting bij een bos, een moeras of een moerasbos. Het eerste deel van de naam "Merse-" duidt op water. Net zoals Mersch, Maris of Mare. Het tweede deel "lo" staat voor bos, of ook wel voor een open plek in het bos. Deze toevoeging, "lo"of "loo" komt in de omgeving vaker terug. Bijvoorbeeld in Oirlo, Weverslo, Melderslo, Venlo, Meerlo, Oploo, enz.
Voor de eerste vermelding van Merselo in de geschiedschrijving moet worden teruggegaan naar de tijd tussen 923 en 926. Dan wordt in een akte melding gemaakt van de schenking van een boerderij van ene Wilhelm aan de dochter van zijn broer. De boerderij is gelegen 'in villa Meresloe', dat zoveel betekent als 'de nederzetting Merselo'.
Nabij de buurtschap Dalland staat de ballonzuil. Deze werd onthuld omstreeks 1896 ter gelegenheid van het feit dat 25 jaar eerder aldaar een luchtballon landde met daarin drie Fransen. De luchtballon was opgestegen uit het toen door Duitsers belegerde Parijs. Onder de drie was de heer Wawailhon, lid van de raad van Parijs. De zuil werd in 2009 gerestaureerd. De ballonzuil is te vinden in de Ballonzuilbossen.
Tijdens de Tweede Wereldoorlog onderscheidde molenaarszoon Frans Michels zich als een belangrijke verzetsstrijder. Kort nadat Merselo was bevrijd stierf Frans Michels in het veld tussen de nabijgelegen dorpen Leunen en Oirlo. Hij voerde daar een verkenningstocht uit in het toen nog door de Duitsers bezette gebiedsdeel.

## Bezienswaardigheden
- Sint-Johannes de Doperkerk, uit 1891 met priesterkoor vanuit de 15e eeuw.
- Ronde stenen beltmolen Nooit Gedacht, uit 1867
- Sint-Janskapel, oorspronkelijk 17e-eeuws.
- Sint-Annakapel
- Sint-Odakapel, een gevelkapel.
- Mariakapel, een gevelkapel aan de straat Haag.
- Mariakapel, een kapel op de hoek Schaapskuil-Haag.
- Kerkhofkapel, een kapel op het kerkhof bij de kerk.
- Weverslose Schans

## Natuur en landschap
Merselo ligt ten oosten van de Peel. Ten westen van Merselo liggen de Vliegveldbossen en te zuiden stroomt de Loobeek. Hier vindt men ook het natuurgebied Loobeekdal. In het noorden liggen de Ballonzuilbossen en in het oosten vindt men het stadsbos Vlakwater dat tegen de kom van Venray aan ligt.

## Verenigingsleven
Merselo kent een bloeiend verenigingsleven waarin muziek en sport een centrale plaats innemen. Op muziekgebied blazen Fanfare St. Oda en de Rosentaler op hoog niveau haar partij mee. Beide komen uit in de hoogste amateurklassen. Ditzelfde geldt voor de drumband St. Oda. Alle drie de muziekgezelschappen hebben vele (inter)nationale prijzen in de wacht weten te slepen.
Op sportgebied manifesteert Merselo zich onder andere via de Landelijke Rijvereniging en Ponyclub St. Jan, voetbal en korfbalvereniging SV Merselo, Tennis vereniging Merselo, wandelsportvereniging De Natuurvrienden en biljartvereniging O.P.M.

## Nabijgelegen kernen
Ysselsteyn, Venray, Vredepeel, Overloon